# 유표
유표(劉表, 142년 ~ 208년 음력 8월)는 중국의 후한 말의 정치인으로 자는 경승(景升)이며 연주 산양군 고평현(高平縣) 사람이다. 전한 경제의 11대손이다. 천자를 참칭해 형주 지역을 다스렸다.

## 생애

### 형주 부임
노공왕의 아들 욱랑후 유교의 9대손이다. 키는 8척에 달하고 풍모는 위엄이 있었다. 왕창(王暢)에게서 학문을 사사하였다. 환관 세력에 반발했으며 젊어서부터 이름이 나 팔급 혹은 팔고 중 한 명이었다. 당고의 화를 당해 숨어 지냈다. 당금이 풀려서야 대장군 하진의 연(掾)과 북군중후(北軍中候)를 지냈다.
190년(초평 원년) 형주자사 왕예가 장사태수 손견의 일에 연루되어 사망하여 그 후임으로 임명되었다. 소대(蘇代)가 장사에서 일어나 패우(貝羽)를 화용현장(華容―)으로 삼는 등 장강 이남의 토호들이 할거하는 바람에 장강 이남에 있는 본래 형주의 주도(州都) 무릉군 한수현(漢壽縣)으로 내려가지 못하고 홀로 남군 의성현(宜城縣)으로 들어갔다. 남군 지역의 유력 호족인 채모, 괴월, 괴량의 조력을 얻어 궐기한 토호들의 우두머리를 유인하여 처단하고 그 휘하 무리들을 흡수했다. 오직 장호(張虎)와 진생만이 양양(襄陽)성을 점거하고 버텼는데 괴월과 방계(龐季)로 하여금 설득하니 항복하여 마침내 강남 일대를 평정하였다. 양양을 주도로 정해 통치하고 반동탁 연합군에 합류하였다.
이 시기 유표는 채모의 작은 누나와 결혼해 채모와 혈연 관계를 맺고 제 멋대로 형주자사의 치소를 무릉에서 양양으로 이전했으며 친척인 유언과 동일하게 이미 참칭을 준비하고 있었다. 형주 지역을 병합하는 과정에서 장사태수인 손견의 영지인 장사를 강탈하는 일을 저질렀으며 이로 인해 손견이 침공하는 일을 야기시켰다.

### 원술 방어
191년 반동탁 연합군은 분열하여 남양태수 원술과 기주목 원소가 서로 싸웠다. 유표는 원소와 손잡았다. 원술이 손견을 시켜 형주로 쳐들어오기에 황조를 보내 요격하였으나 번성(樊城)과 등성(鄧城) 사이에서 격파당하였다. 손견은 한수를 건너 양양을 포위하고 현산(峴山)으로 달아난 황조를 쫓다가 화살에 맞아 죽었다. 이로써 원술을 저지했다. 192년 이각과 곽사가 장안의 정권을 장악하였다. 겨울, 조정에 공물을 바치니 이각 등이 유표의 지원을 받고자 종요를 보내서 황제의 백부(伯父)라 부르며 성무후(成武侯)에 봉하고 가절(假節), 진남장군(鎭南將軍), 형주목에 임명하여 북, 피리, 큰 수레를 주었다. 삼공처럼 개부하여 장사, 사마, 종사중랑(從事中郞) 등 속관도 둘 수 있게 됐다. 193년 원술의 보급로를 끊어 원소와 협력하던 조조를 도왔다. 원술이 조조에게 패해 구강으로 달아났다.

### 조조 견제
196년(건안 원년) 헌제가 낙양으로 환도하면서 종전에 동탁에 의해 파괴된 궁실을 수리하려 하였다. 조기가 와서 조세를 재촉한 즉시 병사를 보내 수리를 돕고 물자를 끝없이 실어날랐다. 허로 도읍을 옮겼을 때도 공물을 바쳤다. 이번에는 조조와 원소의 틈이 벌어졌다. 치중(治中) 등희(鄧羲)의 반대에도 불구하고 원소와 연합했다.

### 참칭
장제가 굶주림에 빠져 홍농에서 남양으로 와 양성(穰城, 지금의 허난성 덩저우 시)을 공격하다 유시(流矢)에 맞아 목숨을 잃었다. 유표가 “장제가 궁박해서 왔는데도 주인이 빈객에 대한 예를 제대로 하지 않아 싸움에 이르고 말았다. 이는 나의 뜻이 아니니 하례가 아닌 조문을 받겠다.”며 그 무리를 받아들였다. 장제의 조카 장수가 완(宛)에 주둔하였다. 197년 남양·장릉(章陵)을 두고 장수와 연계해서 조조군과 다투었다. 198년 조조가 친정하여 양현에 있던 장수를 포위하자 그 뒤로 군을 보내 구하였다. 이 무렵 유표는 참칭을 하고 천자와 복식을 동일하게 했으며 공물을 끊고 천지에 제사지냈다.

### 남방 전역
장사태수 장선(張羨)이 장사, 영릉, 계양 3군을 들어 조조와 통하고 유표에 대항하였다. 199년 장수마저 조조에게 굴복하였다. 여강태수(廬江―) 유훈은 손책의 거짓 동맹에 속아 여강을 뺏기고는 유표에게 급히 원병을 청하였다. 황역이 달려갔지만 반전하지 못하고 강하군 사이현(沙羡縣, 沙羨縣)까지 손책에게 유린당하였다. 한희(韓晞)와 조카 유호(劉虎) 등 많은 사람이 죽었다. 200년 원소에게서 관도 전투 지원을 요청받았으나 장선과 싸우느라 도울 여유가 없었다. 장선이 병들어 죽어서야 그 아들 장역(張懌)을 이기고 몇 년 만에 병합하였다. 조카 유반이 손책이 확보한 예장(豫章)을 수차례 침범하였다. 하지만 그 때마다 태사자에게 저지당했다.

### 작은 평화
남으로는 영릉과 계양, 북으로는 한천(漢川)을 아울러서 땅은 수천 리요, 병력은 10여 만에 이르렀다. 천하가 거세게 요동치던 때 유표는 위엄과 회유를 적절히 섞어 침착하게 통치하면서 형주를 안정시켰다. 관서, 연주, 예주의 학사 수천 명이 모여들었고 유표는 이들을 구휼하여 학교를 세우고 유학을 장려하였다. 유예(劉叡)와 천문서적 《형주점》(荊州占)을 편찬하였고 기모개(綦母闓) 혹은 기무개(綦毋闓)와 송충 등은 《오경장구》(五經章句)를 편찬하여 《후정》(後定)이라 하였다.
괴월과 종사중랑 한숭(韓嵩), 별가(別駕) 유선(劉先)이 ‘조조는 명철하게 용병을 잘하며 인재도 많이 모았기 때문에 원소를 잡을 것’이라며 조조에게 귀부하자고 권하였다. 의심이 든 유표가 한숭을 조조에게 보내 그 허실을 둘러보게 하였다. 한숭이 재차 조조에게 순종할 것을 권하며 ‘자신이 사절로 가 황제에게 관직이라도 받으면 그때부터는 유표가 아닌 황제의 신하가 되는 것’이라 하는데도 기어이 보냈다. 과연 시중(侍中) 겸 영릉태수를 받고 돌아와 조조를 칭송하며 유표의 아들을 인질로 보내자고 해서 죽이려 했지만 부인 채씨 등의 만류로 그저 가두는 것으로 그쳤다.

### 지역 할거
201년 서악(西鄂)을 점령하는 등 조조를 배후에서 견제하였다. 여남에서 조조에 항전하던 유비가 의탁해왔기에 후하게 대하고 신야(新野)를 내주었으나 중용하지는 않았다. 202년 조조가 여양(黎陽, 지금의 허난성 쉰 현)에서 원담·원상 형제와 일진일퇴를 거듭할 동안 유비가 섭현(葉縣)까지 치고 올라간 후 하후돈과 우금을 박망(博望)으로 유인하여 큰 피해를 주었다. 203년 조조가 형주로 남하하다가 원상에게 깨진 원담의 구원 요청을 받고는 돌아갔다. 원담과 원상에게 편지를 보내 일단 형제끼리의 혈전을 멈추고 조조부터 잡을 것을 종용했지만 아무 소용이 없었다.
그동안 남방에서는 교주자사 장진(張津)과의 전쟁을 유리하게 전개하였다. 결국 장진은 부하인 구경(區景)에게 피살당했고 유표는 뇌공을 자사에, 오거(吳巨)를 창오태수(蒼梧―)에 앉혔다. 손권은 거듭하여 강하를 찔렀다. 강하태수 황조가 방파제 역할을 하였지만 그 피해가 누적되었다. 조카 유반과 황충은 장사군 유현(攸縣)에서 수비하였다.
207년 조조가 원상과 오환 정벌을 위해 북쪽으로 원정한 사이 유비가 허도를 급습하자고 했으나 움직이지 않았다. 208년 손권으로부터 꿋꿋이 강하를 지켜내던 황조가 결국 전사하였다. 후계자 경쟁에서 밀려난 장남 유기가 그 후임을 자처하여 부임하였다. 8월(음력) 조조가 하북을 정리한 후 다시 형주로 남하하던 때 병사하였다. 나이 67세였다. 형주를 거의 20년간 다스렸음에도 집안에 남은 재산이 없었다. 후사는 채모, 장윤 등 평소 대다수의 지지를 받던 차남 유종이 이었다.

## 평가
진수는 《삼국지》에서 유표를 원소와 묶어 다음과 같이 평했다. “유표와 원소는 모두 위용이 있으며, 넓은 도량과 식견으로 이름이 당세에 알려졌다. 유표는 한남을 점거하고 섰으며, 원소는 하삭에서 웅위를 보였으나, 모두 겉으로는 너그럽고 속으로는 꺼리며, 모략을 좋아하나 결단이 없었으며, 재주가 있어도 쓰지 못하고, 좋은 것을 들어도 받아들일 수 없었으며, 적자를 폐하고 서자를 세우고, 예의를 버리고 편애를 숭상했으니, 그 후사가 고통을 받고, 사직이 기울어져 엎어진 것이 결코 불행이 아니었다.”
정사의 주석을 단 배송지는 “유표, 원술, 원소, 동탁 이 4명은 동일한 후한 최대의 역적이며, 이들은 살아있을 가치가 전혀 없다.”라 평했다.
관도대전 당시 유표가 조조를 기습하지 않은 것에 대해서는 유표가 조조를 기습하는 게 불가능했다. 유표가 병력지휘 능력이 별로 없고 학식만 깊은 전형적인 문관인 탓에 유표의 병권은 채모가 쥐고 있었는데 채모는 조조와는 어렸을 때부터 평생을 걸친 친구지간이다. 냉정하게 따지자면 채모는 유표와는 혈연관계만 맺었을 뿐이며 실제로 채모는 유표보다 조조와 훨씬 친분이 깊었다. 실제로도 채모는 유표가 사망하자마자 형주를 조조에게 바치고 조조에게 항복했다.

## 삼국지연의
사서가 아닌 소설 《삼국지연의》에서는 몰래 옥새를 습득한 채 장사로 돌아가는 손견을 원소의 명령을 받아 공격하였으며, 이에 분노한 손견이 장사로 귀환하고 형주에 침입하자, 황조에게 명령하여 이를 방어하고, 원소와 동맹하여 대항했다. 황조는 포로로 잡히기까지 하며 고전했지만, 괴량의 계책으로 추격하던 손견을 살해하여 형주를 지킬 수 있었다. 이 때 괴량이 손씨를 완전히 파멸시키도록 권했지만, 이를 거부하고 손견의 유해와 황조를 교환함으로 마무리지었다.

## 가계
- 아들 : 유기, 유종

## 섬긴 사람들
| - 곽준 - 괴량 - 괴월 - 두기 - 등희(鄧羲) - 문빙 - 방계(龐季) - 부손 | - 상랑 - 송충 - 이엄 - 이적 - 왕위 - 왕찬 - 유망지(劉望之) - 반준 | - 유선(劉先) - 장윤 - 채모 - 한단순 - 한숭(韓嵩) - 황조 - 황충 - 허사 |

## 같이 보기
- 삼국지 인물 목록

## 참고 문헌
- 《후한서》74권下 열전 제64下 유표
- 《삼국지》6권 위서 제6 유표